# Omocrates andreaei
Omocrates andreaei är en skalbaggsart som beskrevs av Schein 1958. Omocrates andreaei ingår i släktet Omocrates och familjen Melolonthidae. Inga underarter finns listade i Catalogue of Life.